# Regla de Cramer
La regla de Cramer es un teorema del álgebra lineal que da la solución de un sistema lineal de ecuaciones en términos de determinantes. Recibe este nombre en honor a Gabriel Cramer (1704-1752), quien publica la regla en su Introduction à l'analyse des lignes courbes algébriques de 1750, aunque Colin Maclaurin también publicó el método en su Treatise of Geometry de 1748 (y probablemente sabía del método desde 1729). Entre los pocos ejemplares supervivientes del libro de Cramer está el consultable en la Biblioteca del Campus de Alcoy de la Universidad Politécnica de Valencia. 
La regla de Cramer es de importancia teórica porque da una expresión explícita para la solución del sistema. Sin embargo, para sistemas de ecuaciones lineales de más de tres ecuaciones su aplicación para la resolución del mismo resulta excesivamente costosa: computacionalmente, es ineficiente para grandes matrices y por ello no es usado en aplicaciones prácticas que pueden implicar muchas ecuaciones. Sin embargo, como no es necesario pivotar matrices, es más eficiente que la eliminación gaussiana para matrices pequeñas, particularmente cuando son usadas operaciones SIMD.
Si {\displaystyle \mathbf {Ax} =\mathbf {b} } es un sistema de ecuaciones, {\displaystyle \mathbf {A} } es la matriz de coeficientes del sistema, {\displaystyle \mathbf {x} =(x_{1},\dots ,x_{n})} es el vector columna de las incógnitas, y {\displaystyle \mathbf {b} } es el vector columna de los términos independientes, entonces la solución al sistema se presenta así:
{\displaystyle x_{j}={\cfrac {\det(\mathbf {A} _{j})}{\det(\mathbf {A} )}}}
Donde {\displaystyle \mathbf {A} _{j}} es la matriz resultante de reemplazar la j-ésima columna de {\displaystyle \mathbf {A} } por el vector columna {\displaystyle \mathbf {b} }.
Hágase notar que para que el sistema sea compatible determinado, el determinante de la matriz {\displaystyle \mathbf {A} } ha de ser no nulo.

## Sistema de 2x2
Sea el siguiente sistema de dos ecuaciones lineales con dos incógnitas:
{\displaystyle {\begin{cases}a{\color {blue}x}+b{\color {blue}y}={\color {red}e}\\c{\color {blue}x}+d{\color {blue}y}={\color {red}f}\end{cases}}}
Su representación matricial es
{\displaystyle {\begin{bmatrix}a&b\\c&d\end{bmatrix}}{\begin{bmatrix}{\color {blue}x}\\{\color {blue}y}\end{bmatrix}}={\begin{bmatrix}{\color {red}e}\\{\color {red}f}\end{bmatrix}}}
Si el sistema es compatible determinado, la solución viene dada, por la regla de Cramer, por los siguientes cocientes de determinantes:
{\displaystyle {\color {blue}x}={\frac {\begin{vmatrix}\color {red}{e}&b\\\color {red}{f}&d\end{vmatrix}}{\begin{vmatrix}a&b\\c&d\end{vmatrix}}}={\frac {{\color {red}e}d-b{\color {red}f}}{ad-bc}}\;,\quad {\color {blue}y}={\frac {\begin{vmatrix}a&\color {red}{e}\\c&\color {red}{f}\end{vmatrix}}{\begin{vmatrix}a&b\\c&d\end{vmatrix}}}={\frac {a{\color {red}f}-{\color {red}e}c}{ad-bc}}}

### Ejemplo
Ejemplo de la resolución de un sistema de dimensión 2x2:
Dado el sistema
{\displaystyle {\begin{cases}3x+y=9\\2x+3y=13\end{cases}}}
Su forma matricial es
{\displaystyle {\begin{bmatrix}3&1\\2&3\end{bmatrix}}{\begin{bmatrix}x\\y\end{bmatrix}}={\begin{bmatrix}9\\13\end{bmatrix}}}
Como el sistema es compatible determinado, por la regla de Cramer,
{\displaystyle x={\frac {\begin{vmatrix}9&1\\13&3\end{vmatrix}}{\begin{vmatrix}3&1\\2&3\end{vmatrix}}}={9\cdot 3-1\cdot 13 \over 3\cdot 3-1\cdot 2}=2}
{\displaystyle y={\frac {\begin{vmatrix}3&9\\2&13\end{vmatrix}}{\begin{vmatrix}3&1\\2&3\end{vmatrix}}}={3\cdot 13-9\cdot 2 \over 3\cdot 3-1\cdot 2}=3}

## Sistema de 3x3
La regla para un sistema de 3x3, con una división de determinantes:
{\displaystyle {\begin{cases}a{\color {blue}x}+b{\color {blue}y}+c{\color {blue}z}={\color {red}j}\\d{\color {blue}x}+e{\color {blue}y}+f{\color {blue}z}={\color {red}k}\\g{\color {blue}x}+h{\color {blue}y}+i{\color {blue}z}={\color {red}l}\end{cases}}}
Que representadas en forma de matriz es:
{\displaystyle {\begin{bmatrix}a&b&c\\d&e&f\\g&h&i\end{bmatrix}}{\begin{bmatrix}{\color {blue}x}\\{\color {blue}y}\\{\color {blue}z}\end{bmatrix}}={\begin{bmatrix}{\color {red}j}\\{\color {red}k}\\{\color {red}l}\end{bmatrix}}}
{\displaystyle x}, {\displaystyle y}, {\displaystyle z} pueden ser encontradas como sigue:
{\displaystyle {\color {blue}x}={\frac {\begin{vmatrix}{\color {red}j}&b&c\\{\color {red}k}&e&f\\{\color {red}l}&h&i\end{vmatrix}}{\begin{vmatrix}a&b&c\\d&e&f\\g&h&i\end{vmatrix}}}\,,\quad {\color {blue}y}={\frac {\begin{vmatrix}a&{\color {red}j}&c\\d&{\color {red}k}&f\\g&{\color {red}l}&i\end{vmatrix}}{\begin{vmatrix}a&b&c\\d&e&f\\g&h&i\end{vmatrix}}}\;,\quad {\color {blue}z}={\frac {\begin{vmatrix}a&b&{\color {red}j}\\d&e&{\color {red}k}\\g&h&{\color {red}l}\end{vmatrix}}{\begin{vmatrix}a&b&c\\d&e&f\\g&h&i\end{vmatrix}}}}

### Ejemplo
Dado el sistema de ecuaciones lineales:
{\displaystyle \left\lbrace \!\!\!{\begin{array}{rl}3x+2y+1z=&\!\!\!1\\2x+0y+1z=&\!\!\!2\\-1x+1y+2z=&\!\!\!4\end{array}}\right.}
Expresado en forma matricial:
{\displaystyle {\begin{bmatrix}\,\,\,\,3&2&1\\\,\,\,\,2&0&1\\-1&1&2\end{bmatrix}}{\begin{bmatrix}x\\y\\z\end{bmatrix}}={\begin{bmatrix}1\\2\\4\end{bmatrix}}}
Los valores de {\displaystyle x}, {\displaystyle y} y {\displaystyle z} serían:
{\displaystyle x={\frac {\begin{vmatrix}1&2&1\\2&0&1\\4&1&2\end{vmatrix}}{\begin{vmatrix}\,\,\,\,3&2&1\\\,\,\,\,2&0&1\\-1&1&2\end{vmatrix}}}={1\cdot 0\cdot 2+2\cdot 1\cdot 1+4\cdot 2\cdot 1-1\cdot 0\cdot 4-1\cdot 1\cdot 1-2\cdot 2\cdot 2 \over 3\cdot 0\cdot 2+2\cdot 1\cdot 1+(-1)\cdot 2\cdot 1-1\cdot 0\cdot (-1)-1\cdot 1\cdot 3-2\cdot 2\cdot 2}=-{\frac {1}{11}};\quad }
{\displaystyle y={\frac {\begin{vmatrix}\,\,\,\,3&1&1\\\,\,\,\,2&2&1\\-1&4&2\end{vmatrix}}{\begin{vmatrix}\,\,\,\,3&2&1\\\,\,\,\,2&0&1\\-1&1&2\end{vmatrix}}}={3\cdot 2\cdot 2+2\cdot 4\cdot 1+(-1)\cdot 1\cdot 1-1\cdot 2\cdot (-1)-1\cdot 4\cdot 3-2\cdot 1\cdot 2 \over 3\cdot 0\cdot 2+2\cdot 1\cdot 1+(-1)\cdot 2\cdot 1-1\cdot 0\cdot (-1)-1\cdot 1\cdot 3-2\cdot 2\cdot 2}=-{\frac {5}{11}};\quad }
{\displaystyle z={\frac {\begin{vmatrix}\,\,\,\,3&2&1\\\,\,\,\,2&0&2\\-1&1&4\end{vmatrix}}{\begin{vmatrix}\,\,\,\,3&2&1\\\,\,\,\,2&0&1\\-1&1&2\end{vmatrix}}}={3\cdot 0\cdot 4+2\cdot 1\cdot 1+(-1)\cdot 2\cdot 2-1\cdot 0\cdot (-1)-2\cdot 1\cdot 3-4\cdot 2\cdot 2 \over 3\cdot 0\cdot 2+2\cdot 1\cdot 1+(-1)\cdot 2\cdot 1-1\cdot 0\cdot (-1)-1\cdot 1\cdot 3-2\cdot 2\cdot 2}={\frac {24}{11}}}

## Demostración
Sean:
{\displaystyle {\boldsymbol {x}}={\begin{pmatrix}x_{1}\\\vdots \\x_{n}\end{pmatrix}}\quad {\boldsymbol {b}}={\begin{pmatrix}b_{1}\\\vdots \\b_{n}\end{pmatrix}}}
{\displaystyle {\boldsymbol {A}}_{j}=\left[{\begin{array}{llllllll}a_{1,1}&\cdots &a_{1,j-1}&b_{1}&a_{1,j+1}&\cdots &a_{1,n}\\a_{2,1}&\cdots &a_{2,j-1}&b_{2}&a_{2,j+1}&\cdots &a_{2,n}\\\\\vdots &&&\ddots &&&\vdots \\\\a_{n-1,1}&\cdots &a_{n-1,j-1}&b_{n-1}&a_{n-1,j+1}&\cdots &a_{n-1,n}\\a_{n,1}&\cdots &a_{n,j-1}&b_{n}&a_{n,j+1}&\cdots &a_{n,n}\end{array}}\right]}
Usando las propiedades de la multiplicación de matrices:
{\displaystyle {\boldsymbol {A}}{\boldsymbol {x}}={\boldsymbol {b}}\Leftrightarrow {\boldsymbol {A}}^{-1}{\boldsymbol {A}}{\boldsymbol {x}}={\boldsymbol {A}}^{-1}{\boldsymbol {b}}\Leftrightarrow {\boldsymbol {Ix}}={\boldsymbol {A}}^{-1}{\boldsymbol {b}}\Leftrightarrow {\boldsymbol {x}}={\boldsymbol {A}}^{-1}{\boldsymbol {b}}}
Entonces:
{\displaystyle {\boldsymbol {x}}={\boldsymbol {A}}^{-1}{\boldsymbol {b}}={\frac {(\operatorname {Adj} {\boldsymbol {A}})^{t}}{\left|{\boldsymbol {A}}\right|}}\;{\boldsymbol {b}}}

Por lo tanto:
{\displaystyle {\boldsymbol {x}}_{j}={\boldsymbol {(}}A^{-1}{\boldsymbol {b}})_{j}=\sum _{i=1}^{n}{\frac {{\boldsymbol {A}}_{ij}}{\left|{\boldsymbol {A}}\right|}}b_{i}={\frac {\sum _{i=1}^{n}{\boldsymbol {A}}_{ij}b_{i}}{\left|{\boldsymbol {A}}\right|}}={\cfrac {\left|{\boldsymbol {A}}_{j}\right|}{\left|{\boldsymbol {A}}\right|}},}
donde {\displaystyle {\boldsymbol {A}}_{ij}} es el elemento adjunto o cofactor de la posición {\displaystyle ij} y hemos utilizado el desarrollo del determinante de {\displaystyle {\boldsymbol {A}}_{j}} por los elementos de la columna {\displaystyle j}.